# آراس أوزبيليز
آراس أوزبيليز ((بالأرمنية: Արազ Օզբիլիս)‏؛ مواليد 9 مارس 1990) هو لاعب كرة قدم أرمني يلعب مع رايو فايكانو معاراً من بشيكتاش كلاعب وسط. مثّل منتخب أرمينيا لكرة القدم.

## الأهداف الدولية
تأتي حصيلة أرمينيا من الأهداف أولاً.
| رقم | التاريخ        | المكان                           | الخصم    | النتيجة | الحصيلة | المنافسة                          |
| --- | -------------- | -------------------------------- | -------- | ------- | ------- | --------------------------------- |
| 1.  | 29 فبراير 2012 | ملعب تسيريون، ليماسول، قبرص      | كندا     | 3–1     | 3–1     | مباراة ودية                       |
| 2.  | 14 نوفمبر 2012 | الملعب الجمهوري، يريفان، أرمينيا | ليتوانيا | 4–1     | 4–2     | مباراة ودية                       |
| 3.  | 11 يونيو 2013  | ملعب باركن، كوبنهاغن، الدنمارك   | الدنمارك | 2–0     | 4–0     | تصفيات كأس العالم لكرة القدم 2014 |
| 4.  | 11 أكتوبر 2013 | الملعب الجمهوري، يريفان، أرمينيا | بلغاريا  | 1–0     | 2–1     | تصفيات كأس العالم لكرة القدم 2014 |

## وصلات خارجية
- آراس أوزبيليز على موقع الاتحاد الأوربي (الإنجليزية)
- آراس أوزبيليز على موقع اتحاد تركيا (لاعب) (الإنجليزية)
- آراس أوزبيليز على موقع قاعدة بيانات كرة القدم.إي يو (الإنجليزية)
- آراس أوزبيليز على موقع ناشيونال فوتبول تيمز (الإنجليزية)
- آراس أوزبيليز على موقع Soccerbase.com (لاعب) (الإنجليزية)
- آراس أوزبيليز على موقع Soccerway.com (الإنجليزية)
- آراس أوزبيليز على موقع عالم كرة القدم.نت (الإنجليزية)
- آراس أوزبيليز على موقع AS.com (الإسبانية)